# تلسکوپ کروی با دیافراگم پانصد متری
{{Infobox telescope
| built        = ۲۰۱۱–۲۰۱۶
| image        = FastTelescope*8sep2015.jpg
| caption      = فاست در دست ساختمان در سال ۲۰۱۵. نمای بشقاب نهایی یک دیش تمام فلزی‌است.
| first_light  = ۲۵ سپتامبر ۲۰۱۶
| style        = Deformable fixed primary
| diameter     = 500 m (physical)
300 m (effective): 12 
| area = ۷۰۰۰۰ m۲
| focal_length = 140 m (f/0.466): 12 
| dome = none
| location = استان پینگ تنگ، [[استان گوئیژو]], چین
| coords = ۲۵°۳۹′۱۰٫۵″ شمالی ۱۰۶°۵۱′۲۳٫۷″ شرقی / ۲۵٫۶۵۲۹۱۷°شمالی ۱۰۶٫۸۵۶۵۸۳°شرقی
```
| wavelength   = ۱۰ تا ۴۵۰ سانتی‌متر | title = China builds super-sized radio telescope - physicsworld.com
| first = Margaret |last = Harris
| work = physicsworld.com
| date = ۲۷ ژانویه ۲۰۰۹
| accessdate = ۲۰ اکتبر ۲۰۱۵
| url = 
http://physicsworld.com/cws/article/news/2009/jan/27/china-builds-super-sized-radio-telescope

| quote =
```

}}

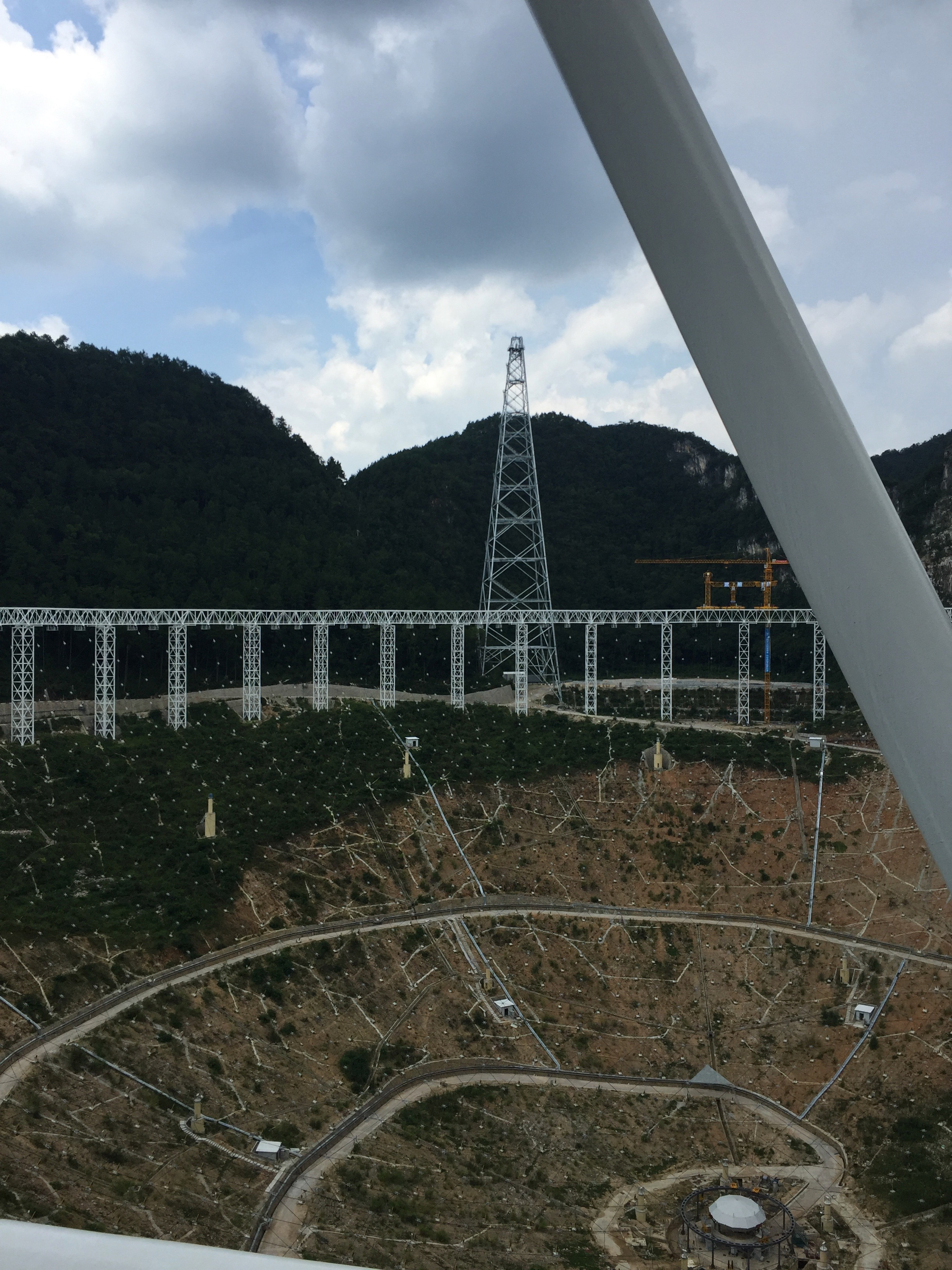
فاست در دست ساختمان

تلسکوپ کروی با دیافراگم پانصد متری (چینی: 五百米口径球面射电望远镜) است که تیان‌یان (چشم آسمان) نیز نامیده می‌شود، و به (انگلیسی: Five hundred meter Aperture Spherical Telescope یا خلاصهٔ آن؛ FAST، یک تلسکوپ رادیویی است. این تلسکوپ در کوهستان‌های استان گوئیژو در جنوب غربی کشور چین ساخته شده‌است، قطر فیزیکی بشقاب این تلسکوپ ۵۰۰ متر و قطر مؤثر آن ۳۰۰ متر است و مساحت بشقاب آن به اندازه ۳۰ زمین فوتبال است. این بزرگترین تلسکوپ رادیویی جهان با دیافراگم‌ها همه در یک بشقاب است، و دومین در ردهٔ بزرگترین‌ها؛ پس از راتان ۶۰۰ روسی (با دیافراگم‌هایی که در بشقاب‌هایی جدا از هم سوارند)، قرار دارد.
ساخت این تلسکوپ حدود پنج سال طول کشیده و در ماه سپتامبر ۲۰۱۶ آغاز به کار کرد. ساخت و نصب بزرگ‌ترین تلسکوپ رادیویی جهان در ژوئیه ۲۰۱۶ به پایان رسیده بود و در این تاریخ آخرین قطعه در مرکز بشقاب بزرگ این تلسکوپ نصب شد.
طراحان تلسکوپ گوئیژو می‌گویند که این تلسکوپ رادیویی می‌تواند اجرام آسمانی ناشناس را جستجو و به درک بهتر منشأ هستی کمک کند. به گفتهٔ دانشمندان این پروژه، از این تلسکوپ رادیویی همچنین می‌توان برای جستجوی نشانه‌های زیست فرازمینی استفاده کرد.
هنوز به‌طور کامل یک ساله نشده؛ تلسکوپ فاست نخستین دو ستاره نوترونی تپ‌اختر تازه را در اوت ۲۰۱۷ کشف کرد.  تپنده‌های نو؛ (PSR J1859-01 ) و (PSR J1931-02)٬ که همچنین به عنوان فاست تپ‌اختر۱ و فاست تپ‌اختر۲ شناخته می‌شوند و به طور خلاصه (اف‌پی‌۱ FP1) و (اف‌پی‌۲ FP2) هم نامیده شده‌اند.
دو تپ‌اختری  که در ۲۲ و ۲۵ اوت توسط بزرگترین رادیوتلسکوپ جهان شناسایی شدند به ترتیب در فاصلهٔ ۱۶٫۰۰۰ و ۴٫۱۰۰ سال نوری سامانهٔ خورشیدی قرار دارند. وجود و ویژگی‌های اعلام‌شدهٔ این دو به طور مستقل در دهم سپتامبر توسط تلسکوپ رادیویی رصدخانه پارکس در استرالیا تاُیید گردیدند.

## تاریخچه
ساخت این تلسکوپ برای نخستین بار در سال ۱۹۹۴ پیشنهاد شد. این پروژه در ژوئیهٔ ۲۰۰۷ توسط کمیته ملی اصلاحات و توسعه چین (NDRC) به تصویب رسید.
برای ایجاد محوطهٔ مورد نیاز- ساکنان یک روستای ۶۵ نفره در جای دیگری اسکان داده شدند. ۹٬۱۱۰ نفر دیگر نیز که در شعاع ۵ کیلومتر از تلسکوپ زندگی می‌کردند برای ایجاد یک منطقهٔ آرام رادیویی نقل مکان شدند .
در ۲۶ دسامبر سال ۲۰۰۸، یک مراسم آغاز بنیان‌گذاری در محل ایجاد آن برگزار شد. در سال ۲۰۱۱ کارهای ساخت و ساز آغاز گردید، , و آخرین پنل در صبح روز ژوئیه ۳ ۲۰۱۶. نصب شده بود.

## بررسی کوتاهی از فاست
فاست دارای یک بازتابندهٔ اولیهٔ ثابت است که در یک گودال طبیعی در چشم‌انداز (کارست) قرار گرفته‌است، که برای فوکوس کردن امواج رادیویی بر یک گیرندهٔ به حالت تعلیق در ارتفاع ۱۴۰ متری در بالای آن قرار گرفته‌است. بازتابنده، از پانل‌های آلومینیومی مشبّک (یا سوراخ شده‌ای) ساخته شده و توسط یک توری فلزی (مش فولادی) از لبه‌های حفره آویخته شده‌است.
سطح فاست از ۴۴۵۰ پنل مثلث شکل با اضلاع , ۱۱ متر (۳۶ فوت) ساخته شده‌است،
در قالب یک گنبد متشکل از سطوح هندسی؛ گنبد ژئودزیک، و ۲۲۲۵ چرخک که در زیر آن‌ها قرار دارد
با کشیدن مفصل‌های بین پانل‌ها، قیافهٔ کابل‌های انعطاف‌پذیر بولادی نگهدارنده، دگرگون می‌شود و در نتیجه همهٔ صفحه را به صورت یک سطح جابه‌جا شونده (متحرک) درمی‌آورد و آن را به عنوان یک آنتن سهموی به سوی مسیر دل‌خواه در آسمان تنظیم می‌کند.